# Лунд, Йохан Михаэль
Йохан Михаэль Лунд (фар. Johan Michael Lund; 2 сентября 1753, Берген, Норвегия — 15 мая 1824, Берген) — фарерский юрист, государственный деятель, судья, лёгмаур (фар. Løgmaður, правитель, премьер-министр Фарерских островов) (1786—1805).
Служил юристом в Бергене. С 1786 по 1805 год он был Лоумэном (премьер-министром) Фарерских островов. Его предшественником был Якоб Хвединг. На этом посту его сменил Йорген Франц Хаммерсхаимб.
Позже вернулся в Норвегию, с 1807 года был бургомистром (норв. Borgermester) Бергена. С 1809 года — судья датско-норвежского верховного суда.